# Eurytemora richingsi
Eurytemora richingsi is een eenoogkreeftjessoort uit de familie van de Temoridae. De wetenschappelijke naam van de soort is voor het eerst geldig gepubliceerd in 1976 door Heron & Damkaer.